# Симптом открытости мыслей
Симптом открытости мыслей — психопатологический симптом, характеризующийся уверенностью, что окружающие могут слышать или узнавать другим путём мысли индивида. 
От телепатии открытость мыслей отличается уверенностью, что мысли доступны всем.
Открытость мыслей может быть позитивным симптомом шизофрении. Она является одним из шнайдеровских симптомов первого ранга, по которым шизофрению отличают от других психических расстройств. 
Радиовещание (открытость) мыслей — один из симптомов шизофрении в МКБ-10.
При мягких формах человек, испытывающий этот симптом, может сомневаться, что его мысли открыты. Когда этот симптом проявляется постоянно, расстройство может воздействовать на поведение и снижать способность индивида успешно взаимодействовать с обществом. Тяжёлые формы считаются серьёзным индикатором шизофрении.